# 藤田房代
藤田 房代（ふじた ふさよ、1983年7月26日 - ）は、日本のスタントウーマン。岐阜県出身。studio B-ST（スタジオ ビースト）所属。愛知淑徳中学校・高等学校、愛知淑徳大学卒業。身長158cm。血液型はO型。

## 人物
アトラクションショーで活動後、2007年に『パワーレンジャー・ジャングルフューリー』でデビュー。2009年の『ハイキック・ガール!』が日本におけるデビュー作。
2013年9月7日に引退した。最後の参加作品は2014年公開の『赤×ピンク』。現在はNSCA パーソナルトレーナー取得後、ジムトレーナーとして働いている。2016年に地元に帰り、スタント仲間とともにstudio B-STを9月に立ち上げる。

## 出演作品

### テレビドラマ
- パワーレンジャー・ジャングルフューリー Power Rangers Jungle Fury（2008年） - イエローレンジャー
- 古代少女ドグちゃん 第9話（2010年） - シャコーズκ
- モテキ（2010年）
- ここが噂のエル・パラシオ（2013年）
- 牙狼-GARO- 〜MAKAISENKI〜（2011年）
- 非公認戦隊アキバレンジャー（2012年） - アキバイエロー
  - 非公認戦隊アキバレンジャー シーズン痛（2013年） - アキバイエロー
- 獣電戦隊キョウリュウジャー（2013年）

### 映画
- ハイキック・ガール!（2009年）
- ゴスロリ処刑人（2010年）
- ソラニン（2010年）
- GANTZ PERFECT ANSWER（2011年） - スタント
- SP THE MOTION PICTURE 革命篇（2011年）
- ゴーカイジャー ゴセイジャー スーパー戦隊199ヒーロー大決戦（2011年） - レジェンド大戦スーツアクター
- やりすぎコンパニオンとアタシ物語（2011年） - スタント
- ミロクローゼ（2011年）
- 源氏物語 千年の謎（2011年）
- 仮面ライダー×スーパー戦隊 スーパーヒーロー大戦（2012年）
- 仮面ライダー×仮面ライダー ウィザード&フォーゼ MOVIE大戦アルティメイタム（2012年） - 仮面ライダーなでしこ
- デッド寿司（2012年） - スタント
- 仮面ライダー×スーパー戦隊×宇宙刑事 スーパーヒーロー大戦Z（2013年）
- 劇場版 仮面ライダーウィザード in Magic Land（2013年）
- 009ノ1（2013年） - スタント
- 白魔女学園（2013年）
- 赤×ピンク（2014年）

### オリジナルビデオ
- 忍風戦隊ハリケンジャー 10 YEARS AFTER（2013年）

### 劇場アニメ
- 鉄拳 ブラッド・ベンジェンス（2011年） - モーションキャプチャー